# Sommerwünsche – Winterträume
Sommerwünsche – Winterträume ist ein amerikanisches Technicolor-Drama aus dem Jahr 1973 unter der Regie von Gilbert Cates und dem Drehbuch von Stewart Stern. Erzählt wird die Geschichte einer New Yorker Hausfrau, die ihre Beziehung zu ihrem Mann, ihren Kindern und ihrer Mutter überdenkt. Der Film wurde für den Oscar in den Kategorien Beste Hauptdarstellerin und Beste Nebendarstellerin nominiert.

## Handlung
Rita Walden ist eine depressive New Yorkerin mittleren Alters. Sie ist ständig müde und hat Alpträume. Wenn sie angenehme Gedanken hat, träumt sie von ihrer Kindheit auf dem Bauernhof ihrer Familie. Als sie ihren Mann, den Augenarzt Harry, heiratete, gab sie sich in ihrer Fantasie mit dem Zweitbesten zufrieden, weil sie sich immer noch vorstellt, wie das Leben mit dem älteren Bauernjungen gewesen wäre, in den sie sich mit 12½ Jahren verliebt hatte. Sie streitet ständig mit ihrer Mutter, ihrer Schwester Betty und ihrer erwachsenen Tochter Anna, die ihre eigenen Probleme hat. Rita hat sich von ihrem Sohn Bobby entfremdet, dessen homosexuelle Orientierung sie leugnet. Nach dem plötzlichen Tod ihrer Mutter steht Rita am Rande eines Nervenzusammenbruchs, als sie sich mit dem Nachlass ihrer Mutter auseinandersetzen muss, insbesondere als die Familie über den Verkauf ihrer geliebten Farm diskutiert, die sie nach wie vor Bobby vererben möchte. Harry ist der Meinung, dass ein Urlaub in Europa Rita helfen würde, ihren Kopf frei zu bekommen und Bobby zu besuchen, der zurzeit in Amsterdam lebt. Obwohl Rita während der Reise einige Krisen durchlebt, entspannen sich viele ihrer Konflikte, nachdem sie Harry in Bastogne zum ersten Mal seit dem Zweiten Weltkrieg gesehen hat.

## Produktion
Die Arbeitstitel des Films waren Tod einer Schneekönigin und Souvenir.